# Gustaf Åkerhielm
Johan Gustaf Nils Samuel Åkerhielm, né le 24 juin 1833 à Stockholm et mort le 2 avril 1900 à Stockholm, est un homme d'État suédois. Il est Premier ministre de 1889 à 1891. 

## Biographie

### Famille
Les parents de Gustaf Åkerhielm parents étaient le ministre suédois Gustaf Fredrik Åkerhielm et son épouse Elisabeth Sophia Anker, fille d'un propriétaire terrien norvégien. Gustaf Åkerhielm a épousé la comtesse Ulrika Gyldenstolpe en 1860, avec laquelle il a eu trois enfants.

### Armée et diplomatie
En 1851, Gustaf Åkerhielm est devenu un jeune dragon dans le corps de dragons des gardes du corps du roi. En 1854, il obtient le grade de sous-lieutenant. En 1852, il réussit le premier examen d'État et entre à la direction du ministère civil. En 1856, il accompagne, en tant qu'adjudant, le général von Essen au couronnement du tsar Alexandre II à Moscou. La même année, il devient attaché à l'ambassade de Suède à Paris. En 1857, il devient deuxième secrétaire du cabinet pour la correspondance étrangère et prend congé de son régiment. De 1858 à 1859, il est secrétaire adjoint de l'ambassade à Saint-Pétersbourg, puis secrétaire de l'envoyé spécial à Vienne. De 1860 à 1863, il est secrétaire de l'ambassade à Copenhague.

### Carrière politique

#### Député
En tant que chef de la chevalerie et de la noblesse, il participe aux diètes de 1859-1860 et de 1865-1866, où il vote pour le remplacement du système législatif par un système bicaméral. De 1867 à 1870, il est vérificateur des comptes de l'État, rejoint la commission juridique en 1870 et est devenu président de le l'organe de révision en 1871. En 1870, il est élu à la deuxième chambre du district judiciaire de Södra Roslag, où se trouvait le siège ancestral de la famille Margaretelund, et il a été membre de la deuxième chambre jusqu'en 1875. De 1873 à 1874, il est président adjoint de la chambre, temporairement aussi président. En 1870, il a également été nommé à la commission juridique et en 1871 à la commission constitutionnelle.
En tant que membre du Riksdag, il prône un État économe, une nouvelle organisation de l'armée et des améliorations dans les nouvelles lois municipales. L'adoption de la Convention sur la monnaie de 1873 est due à son initiative. Le 28 septembre 1874, il devient ministre des Finances. Le 11 mai 1875, il démissionne pour protester contre la nouvelle loi sur la conscription.
En 1875 et 1884, il est élu membre de la première chambre par le comté de Stockholm, ce qui l'amène également à être membre de la commission des affaires juridiques de 1876 à 1877 et de la commission bancaire de 1879 à 1889, dont il est le président pendant de nombreuses années. Pendant quatorze ans (1876 à 1889), il dirige l'Administration de la dette nationale du royaume (Riksgäldskontoret). Il se concentre de plus en plus sur le secteur bancaire et les finances de l'État. Lorsque le différend sur les tarifs douaniers protecteurs est apparu en 1877, il rejoint les protectionnistes parce qu'il voyait l'agriculture menacée et craignait une augmentation des dettes extérieures. Sous le ministère protectionniste de Gillis Bildt, il est nommé ministre des Affaires étrangères le 12 octobre 1889. 

#### Premier ministre
Le 12 octobre de la même année, il prend le poste de Premier ministre. Dans cette fonction, il a initié de nombreuses améliorations dans le système de défense, mais a échoué dans une réforme globale de l'armée, qui était liée à une réforme fiscale, en raison des partisans du libre-échange à la deuxième chambre. Dans le secteur ferroviaire, il a promu le Norra stambanan, et le Gällivarebanan est devenu propriété de l'État. Une réforme des banques hypothécaires a également été réalisée, une nouvelle loi maritime a été adoptée et un compromis a été trouvé sur la question de l'entretien des routes. Une loi sur le transfert de terres avec un soutien sous forme de prêts aux colons pour cultiver les zones forestières de la Couronne dans le comté du Norrbotten a encouragé la colonisation de ces zones.
Lors d'une réunion de la première chambre le 3 mai 1891 pour discuter de la proposition du gouvernement de prolonger le service militaire à 90 jours, il a déclaré que dans l'armée "le suédois devrait être parlé à l'Est comme à l'Ouest". La presse d'opposition a immédiatement interprété cette déclaration comme un affront à la Norvège. 34 membres de la première chambre ont déclaré le 11 mai que ce n'était pas l'intention de sa déclaration, et Åkerhielm a également démenti cette interprétation. Néanmoins, il a été attaqué à la fois en Suède et en Norvège, entre autres pour créer un climat contre l'Union en vue des prochaines élections du Storting. Le 10 juillet 1891, Åkerhielm démissionne. Son successeur fut le protectionniste Erik Gustaf Boström.

#### Député
Lors de l'élection de la deuxième chambre à l'automne 1893, Åkerhielm est réélu dans son ancienne circonscription, le district judiciaire de Södra Roslag. Il lui a appartenu jusqu'en 1895. Le 18 avril 1895, il est élu membre de la première chambre par le Landsting de Stockholm. En 1896, il est à nouveau membre de la commission constitutionnelle. 